# Wilhelm Kåge

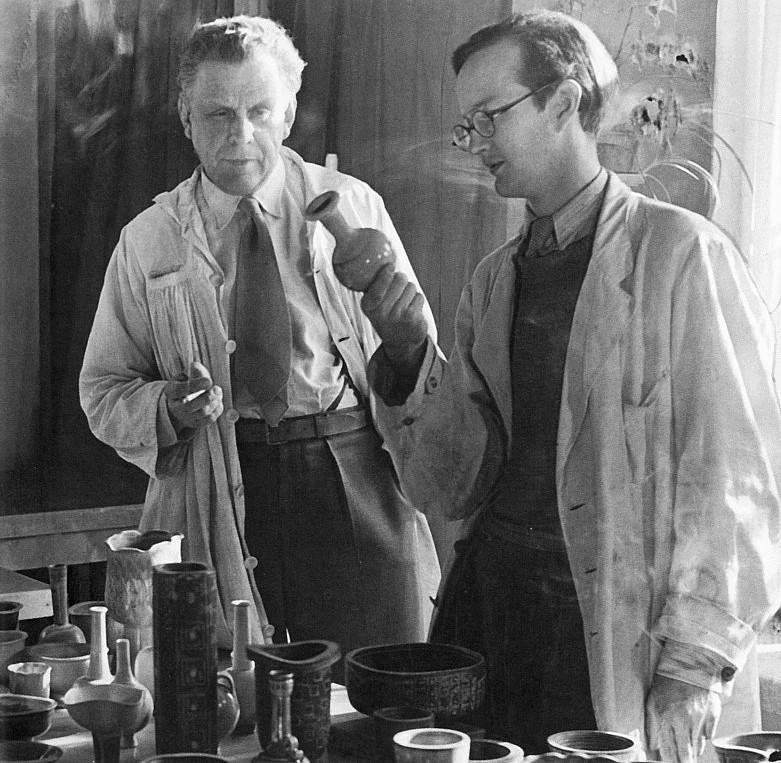
Wilhelm Kåge (links) und Stig Lindberg bei Gustavsberg, ca. 1938

Wilhelm Kåge, eigentlich Algot Wilhelm Nilsson (* 1889; † 1960), war ein schwedischer Künstler, Illustrator und Keramiker.

## Leben
Wilhelm Kåge bekam seine Ausbildung an der Kunsthochschule Konstfack in Stockholm und an der Kunsthochschule Valand in Göteborg. Er vervollständigte seine Studien an der Münchner Plakatschule. Während der Jahre 1914 bis 1917 machte er sich einen Namen mit seinen farbenfrohen Plakaten für Theater und Ausstellungen.
Nach einer Ausstellung seiner Arbeiten auf der Hemutställningen 1917 (Heimausstellung 1917) in der Kunsthalle Liljevalchs in Stockholm, wurde er von der Manufaktur Gustavsberg angestellt. Seine Aufgabe war es, den Alltagsgegenständen der Manufaktur eine künstlerische Prägung zu geben, ganz im Stil des Slogans der Svenska Slöjdföreningen (Schwedische Vereinigung für Werkkunst) vackrare vardagsvara (hübscherer Gebrauchsgegenstand).
Im Jahr 1917 wurde er künstlerischer Leiter bei Gustavsberg und wurde erst 1948 von Stig Lindberg auf diesem Posten abgelöst. Kåge experimentierte mit neuen Glasuren und Dekoren und entwarf an die 30 Service, unter ihnen auch den Kassenerfolg Pyro, ein feuerfestes Geschirr, das heute noch in vielen schwedischen Haushalten existiert oder Guldstjärnan, das von 1923 bis 1960 in Produktion war. Er schuf auch Kunstgegenstände aus Porzellan in farbenfrohen Fayencen und Steingut wie die Serie Argenta in grüner Kupferglasur und mit Silberdekor. 1928 beteiligte er sich, zusammen mit anderen namhaften schwedischen Künstlern, an der künstlerischen Ausschmückung des Luxusliners Kungsholm.
Wilhelm Kåge war auch Initiator des Gustavsbergs Studio, der „Ideen-Fabrik“ des Unternehmens. Hier entwarf er zusammen mit Stig Lindberg Vorschläge für neue Geschirrserien und widmete sich besonders Kunstgegenständen aus Porzellan.
| Personendaten    | Personendaten          |
| ---------------- | ---------------------- |
| NAME             | Kåge, Wilhelm          |
| ALTERNATIVNAMEN  | Nilsson, Algot Wilhelm |
| KURZBESCHREIBUNG | schwedischer Designer  |
| GEBURTSDATUM     | 1889                   |
| STERBEDATUM      | 1960                   |